# Лихачёв, Валерий Николаевич
Валерий Николаевич Лихачёв (род. 5 декабря 1947, Новошешминск, Татарская АССР) — советский велогонщик, олимпийский чемпион (1972).
В 1970 году на чемпионате мира, проходившем в Лестере, вместе с Валерием Ярды, Виктором Соколовым и Борисом Шуховым становится чемпионом мира в командной гонке на 100 км
На Олимпийских играх 1972 года в Мюнхене, в упорной борьбе, советская команда из четырёх велогонщиков в составе Геннадия Комнатова, Валерия Лихачёва, Бориса Шухова и Валерия Ярды завоевала золотые медали в командной гонке на 100 километров.
В 1973 году на Велогонке Мира он установил рекорд — выиграв 6 этапов в течение одной гонки. А за всё время выступления на ней он выиграл 10 этапов, что является одним из лучших результатов для гонщиков Советского Союза.
Также добивался побед на Тур Марокко и Тур де Намюр.
За большие спортивные заслуги он награждён орденом «Знак Почёта», медалью «За трудовое отличие».
С 1996 года работал заместителем директора Нижегородского училища олимпийского резерва № 1.